# Юхновка (Минский район)
Ю́хновка (бел. Ю́хнаўка) — деревня, расположенная в Минском районе Минской области Беларуси, в центральной части страны, в 21 км к востоку от Минска. Юхновка входят в состав Колодищанского сельсовета.
Численность населения — 1 175 человек (на 1 января 2024 года).

## История
Основана как застенок во времена Великого княжества Литовского. По данным книги «Летописи поселка Колодищи», название деревни образовано от фамилии Юхно, Юхнович. Во времена Речи Посполитой входила в Минское воеводство. В результате второго раздела Речи Посполитой оказалась в составе Российской империи. Во времена Российской империи село было в составе Борисовского уезда Минской губернии. В 1800—1815 годы — деревня, собственность князя Доминика Радзивилла. Располагалась около «большой борисовской дороги», на правом берегу реки Волма, в ней насчитывался 1 двор, 8 жителей. На реке Волма был мост, гребля, мельница. Во время Советско-польской войны с 1919—1920 годов была под польской администрацией в составе Минского округа Гражданского совета Восточных земель. В 1941 году в деревне 84 двора, 336 жителей. Представляла собой длинную улицу вдоль русла Волмы. Во времена СССР в деревне были построены детские летние лагеря, большинство из которых ныне заброшенные, также в деревне были построены дачи. Из русла Волмы было запружено большое озеро, на берегу которого — Республиканский научно-практический центр медицинской экспертизы и реабилитации, где находится военное бомбоубежище. Современная Юхновка представляет собой коттеджный поселок.

## География и природа
Рельеф вокруг Юхновки в основном ровный. Юхновка расположена в долине. Самая высокая точка в окрестностях — 257 метров над уровнем моря, в 1,1 км к юго-западу от Юхновки. Ближайший крупный агрогородок — Колодищи, в 6,1 км к юго-западу от Юхновки.
Окрестности Юхновки представляют собой мозаику сельскохозяйственных угодий и естественной растительности. Округа Юхновки довольно малонаселённая с 34 жителями на квадратный километр. Район является частью гемибореальной климатической зоны. Среднегодовая температура в этом районе составляет 4°С. Самый теплый месяц — июль, когда средняя температура составляет 18 °C, а самый холодный — февраль с −12 °C.
В 2001 году был создан Биологический заказник республиканского значения «Юхновский» с целью сохранения уникальных лесных формаций в естественном состоянии. Общая площадь заказника 221 га. Рельеф среднехолмистый. На охраняемой территории находится смешанный лес, где имеются 315 видов растений. Из них в Красную книгу занесены 6 видов: арника горная, баранец обыкновенный, пыльцеголовник длиннолистный и другие. В лесу проживает 14 видов млекопитающих, один из которых занесён в Красную книгу, (лесной хорёк, заяц-беляк и другие), 78 видов птиц как к примеру чеглок. В пределах заказника обитают такие хищники как куница, лисица, горностай и другие. Также в заказнике довольно разнообразен видовой состав рептилий и амфибий. Стоянка автомобилей, разведение костров, разбивка лагерей запрещены вне мест специально предназначенных для этого, территория заказника охраняется государством.

## Население

### Численность
- 2024 год — 572 хозяйств, 1 175 человек[2]

### Динамика
- 2009 год — 567 жителей (перепись)
- 2014 год — 367 хозяйств, 798 человек[12]
- 2015 год — 379 хозяйств, 800 человек
- 2016 год — 420 хозяйств, 899 человек[13]
- 2017 год — 455 хозяйств, 875 человек
- 2018 год — 547 хозяйств, 1163 человек[14]
- 2019 год — 556 хозяйств, 1116 человек[15] (перепись)
- 2020 год — 567 хозяйств, 1173 человек
- 2021 год — 567 хозяйств, 1190 человек[16]
- 2022 год — 566 хозяйств, 1196 человек
- 2023 год — 582 хозяйств, 1204 человек[17]
- 2024 год — 572 хозяйств, 1175 человек[2]

## Культура
- Дом культуры

## Достопримечательность
- Памятник неизвестному солдату. Обелиск установлен в 1984 году[18]

## Галерея
- Дорожный знак «Юхновка живописные места»
- Панорама
- Озеро запруженное из реки Волма
- Озеро, вид с моста
- Озеро, вид на исток
- Осушенное русло реки Волма.
- Воинский мемориал